# Paul Fleischman
Paul Fleischman (Monterey, 5 settembre 1952) è uno scrittore statunitense.

## Biografia
Figlio dello scrittore Sid Fleischman, è nato nel 1952 a Monterey, ha studiato all'Università della California - Berkeley e ha conseguito un B.A. all'Università del Nuovo Messico nel 1977.
Dopo gli inizi come musicista, ha iniziato a scrivere libri per ragazzi dietro suggerimento paterno svolgendo vari mestieri (correttore di bozze, libraio e panettiere) prima di diventare scrittore a tempo pieno.
Autore molto prolifico ma ancora inedito in Italia, nel corso della sua carriera ha pubblicato romanzi, racconti, raccolte di liriche, testi teatrali e opere di saggistica vincendo, tra gli altri riconoscimenti, una Medaglia Newbery nel 1989 con Joyful Noise: Poems for Two Voices.

## Opere

### Libri illustrati
- The Birthday Tree (1979)
- The Animal Hedge (1983)
- Rondo in C (1988)
- Shadow Play (1990)
- Time Train (1991)
- Weslandia (1999)
- Lost: A Story in String (2000)
- Sidewalk Circus (2004)
- Glass Slipper, Gold Sandal: A Worldwide Cinderella (2007)
- The Dunderheads (2009)
- The Dunderheads Behind Bars (2012)
- The Matchbox Diary (2013)
- First Light, First Life: A Worldwide Creation Story (2016)
- Fearsome Giant, Fearless Child: A Worldwide Jack and the Beanstalk Story (2019)

### Raccolte di racconti
- Graven Images (1982)
- Coming-and-Going Men (1985)

### Teatro
- Mind's Eye (1999)
- Zap (2005)
- Logomaniacs (2010)

### Raccolte di poesie
- I Am Phoenix: Poems for Two Voices (1985)
- Joyful Noise: Poems for Two Voices (1988)
- Big Talk: Poems for Four Voices (2000)

### Romanzi
- Half-A-Moon Inn (1980)
- Finzel The Farsighted (1983)
- Phoebe Danger, Detective (1983)
- Path of the Pale Horse (1983)
- Rear-View Mirrors (1986)
- Saturnalia (1990)
- The Borning Room (1991)
- Bull Run  (1993)
- A Fate Totally Worse than Death (1995)
- Seedfolks (1997)
- Whirligig (1998)
- Seek (2001)
- Breakout (2003)
- He Walked Among Us (2012)

### Saggi
- Townsend's Warbler (1992)
- Copier Creations (1993)
- Dateline: Troy (1996)
- Cannibal in the Mirror (2000)
- Eyes Wide Open: Going Behind the Environmental Headlines (2014)
- No Map, Great Trip: A Young Writer's Road to Page One (2019)
- Alphamaniacs: Builders of 26 Wonders of the Word (2020)

## Adattamenti cinematografici
- Bad Girls (Bad Girls from Valley High), regia di John T. Kretchmer (2005)

## Premi e riconoscimenti
- Medaglia Newbery: 1989 vincitore con Joyful Noise: Poems for Two Voices
- Scott O'Dell Award for Historical Fiction: 1994 vincitore con Bull Run
- National Book Award per la letteratura per ragazzi: 2003 finalista con Breakout[5]
- Premio Phoenix: 2017 "Honor Book" con Seedfolks